# Ludwig Gredler
Ludwig Gredler (Hall in Tirol, 19 de noviembre de 1967) es un deportista austríaco que compitió en biatlón.
Ganó dos medallas en el Campeonato Mundial de Biatlón, plata en 2000 y bronce en 1997.
Participó en cinco Juegos Olímpicos de Invierno, entre los años 1992 y 2006, ocupando el quinto lugar en Lillehammer 1994 (velocidad 10 km) y el cuarto en Salt Lake City 2002 (12,5 km persecución).

## Palmarés internacional
| Campeonato Mundial | Campeonato Mundial   | Campeonato Mundial | Campeonato Mundial |
| Año                | Lugar                | Medalla            | Prueba             |
| ------------------ | -------------------- | ------------------ | ------------------ |
| 1997               | Osrblie (Eslovaquia) | Medalla de bronce  | Individual         |
| 2000               | Oslo (Noruega)       | Medalla de plata   | Individual         |